# Urobotrya
Urobotrya é um género botânico pertencente à família Opiliaceae.